# NGC 6804
NGC 6804 – mgławica planetarna położona w gwiazdozbiorze Orła. Została odkryta 25 sierpnia 1791 roku przez Williama Herschela.